# Aeropuerto de Chulman-Nériungri
El Aeropuerto de Chulman-Nériungri (en ruso: Аэропорт Чульман-Нерюнгри; ICAO: UELL; IATA: CNN), se encuentra a unos 5 km al norte de la población de Chulman y a unos 40 km al noreste de Nériungri, en la República de Sajá, Rusia.
Es un aeropuerto de clase B.
El espacio aéreo está controlado desde el FIR del mismo aeropuerto de Chulman-Nériungri (ICAO: UELL).
Los servicios aeroportuarios los presta la compañía GUP "Aeropuerto Nériungri" (del ruso: ГУП "Аэропорт-Нерюнгри")

## Pista
El aeropuerto de Chulman-Nériungri dispone de una pista de hormigón en dirección 08/26 de 3.600x45 m. (11.811x148 pies).
El pavimento es del tipo 30/R/A/X/T, que permite un peso máximo al despegue de 23 toneladas.
Es adecuado para ser utilizado por los siguientes tipos de aeronaves: Antonov An-12, Antonov An-24, Ilyushin Il-76, Tupolev Tu-154, Yakovlev Yak-40 y Airbus A310 y clases menores, así como todo tipo de helicópteros.

## Aerolíneas y destinos
| Nombre compañía             | Destinos               |
| --------------------------- | ---------------------- |
| Alrosa Mirny Air Enterprise | Lensk, Oleniok         |
| Yakutavia                   | Moscú-Vnúkovo, Yakutsk |

## Aeropuerto de emergencia ETOPS
Chulman-Nériungri es utilizado como aeropuerto de emergencia para aviones bimotores como los Airbus A300, Airbus A310, Airbus A330, Boeing 737, Boeing 757, Boeing 767, Boeing 777, Gulfstream V G500/G550 o Gulfstream IV G350/G450 cuando realizan rutas polares. Los aeropuertos rusos de Pevek-Apapélguino, Salejard, Norilsk-Alykel, Polyarny, Yakutsk, Mirni, Bratsk, Blagovéshchensk-Ignatievo, Irkutsk, Játanga y Tiksi forman parte de los aeropuertos de emergencia para cumplir con los requisitos ETOPS.